# Илмайоки
Илмайоки — финская община в области Южная Остроботния, основанная в 1865 году. В общине проживает 12 165 человек, а её площадь составляет 579,79 км², из которых 2,89 км² покрыто водоёмами. Плотность населения составляет 20,2 человека на 1 км2. Пятая часть населения Илмайоки — это дети младше 14 лет. За последние десять лет население общины увеличилось примерно на 700 человек. Община граничит с общинами Исокюрё, Курикка, Лайхиа и Сейняйоки.

## Демография
Финский язык является родным для 99,01 % жителей, шведский — для 0,18 %, прочие языки являются родными для 0,8 % жителей общины.
Возрастной состав населения:
- до 14 лет — 19,31 %
- от 15 до 64 лет — 63,2 %
- от 65 лет — 17,42 %

Изменение численности населения по годам:
| Год  | Численность |
| ---- | ----------- |
| 1980 | 11928       |
| 1990 | 12097       |
| 2000 | 11832       |
| 2010 | 11841       |
| 2011 | 11850       |

По своему ландшафту и природе бывшая волость Илмайоки является типичным примером северной равнинной местности. Берега крупнейшей в Южной Остроботнии реки Кюрёнйоки, протекающей через Илмайоки, являются зерновой житницей Финляндии. Река Курёнйоки признана одним из национальных пейзажей Финляндии.
В Илмайоки сложились давние традиции предпринимательства, здесь работает почти 1000 предприятий. Объединение предпринимателей Южной Остроботнии ежегодно проводит анализ деловой жизни, по результатам которого община Илмайоки неоднократно занимала ведущие позиции, как благоприятное для предпринимательства место. Ставка муниципального налога в Илмайоки составляет 20,25 %, это самая низкая ставка налога в Южной Остроботнии (средняя ставка по области — 21,23 %).
Крупнейшее промышленное предприятие: принадлежащий государственному концерну Altia завод в Коскенкорва. На заводе производится этанол для выпуска крепкого алкогольного напитка «Коскенкорва». «Коскенкорва» стала одним из финских брендов, известных за пределами страны.
В деревне Ренгонкюля общины Илмайоки расположен отвечающий требованиям международных стандартов аэропорт, управляемый частным оператором. По территории Илмайоки также проходит отрезок железной дороги Суупохья от Сейняйоки до Каскинен. Расстояние от Илмайоки до Сейняйоки составляет 17 км, до Вааса 70 км, до Тампере 150 км и до Хельсинки 360 км.
Община Илмайоки также хорошо развита в био- и экологической экономике. Например, выработка возобновляемой электроэнергии в Илмайоки превышает расход потребляемого электричества.
В Илмайоки родились и выросли известные спортсмены — копьеметатель Теро Питкямяки и борец Марко Юли-Ханнуксела.

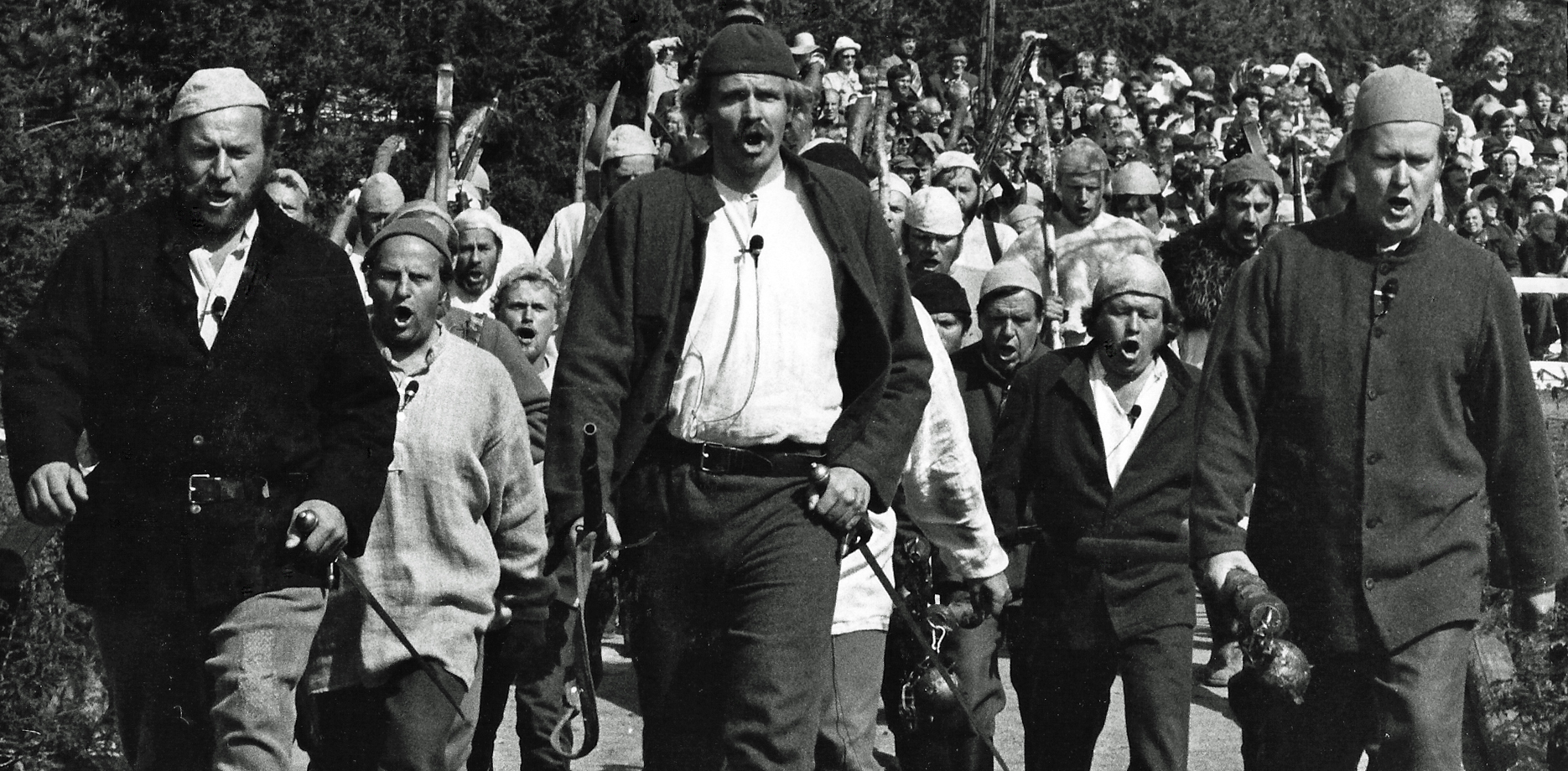
Сцена из оперы «Яакко Илкка». Музыкальный фестиваль в Ильмайоки (1978)

На ежегодный Музыкальный фестиваль Илмайоки в июне приезжают тысячи любителей оперы. В 1978 году организаторы фестиваля решили привнести в него местный колорит, и в этом году на фестивале состоялась премьера специально написанной для него оперы из финской истории, «Яакко Илкка», автором музыки выступил композитор Йорма Панула, либретто написал Аарни Крон, поставил оперу режиссёр Эдвин Лайне.
В Илмайоки есть много интересного, особенно для путешественников, интересующихся историей.

## История
Илмайоки, как и многие другие общины Южной Остроботнии, когда-то входила в большую волость Кюрё/Кюрёнйоэнсуу/Похьянкюрё, сегодня это община Исокюрё. Церковный приход Илмайоки был основан как часть волости Исокюрё в 1516 году, тогда в него входили также территории современных общин Алавус, Яласярви, Каухайоки, Курикка, Перясейняйоки и Сейняйоки. В самостоятельную волость Илмайоки выделилась в 1532 году, когда был основан отдельный церковный приход Илмайоки. На практике отделение от Кюрё произошло, вероятно, лишь в 1550-х годах. Первое собрание старейшин в Илмайоки провели в 1554 году. Самостоятельной административной единицей община Илмайоки стала в 1571 году, когда появились первые упоминания о собственном ленсмане в Илмайоки.
Уроженец Илмайоки Яаакко Илкка был вождём крестьян в Дубинной войне 1596—1597 годов. В феврале 1597 году в этой связи в населённом пункте прошла битва при Сантавуори.
От крупной общины Илмайоки позднее отделились Алавус, Яласярви, Каухайоки, Курикка, Перясейняйоки и Сейняйоки. Муниципалитет Илмайоки начал свою работу в 1867 году, когда административное управление отделили от церковного прихода в результате Указа о муниципальном управлении от 1865 года.
В Илмайоки имеется несколько подлинных полутора- и двухэтажных традиционных северных деревянных домов.

## Население
| Год  | Численность | Численность |
| ---- | ----------- | ----------- |
| 1999 | 11 791      | [ 6 ]       |
| 2000 | 11 832      | [ 6 ]       |
| 2001 | 11 752      | [ 6 ]       |
| 2002 | 11 744      | [ 6 ]       |
| 2003 | 11 720      | [ 6 ]       |
| 2004 | 11 517      | [ 6 ]       |
| 2005 | 11 496      | [ 6 ]       |
| 2006 | 11 532      | [ 6 ]       |
| 2007 | 11 635      | [ 6 ]       |
| 2008 | 11 680      | [ 6 ]       |
| 2009 | 11 744      | [ 6 ]       |
| 2010 | 11 841      | [ 6 ]       |
| 2011 | 11 898      | [ 6 ]       |
| 2012 | 12 022      | [ 6 ]       |
| 2013 | 12 099      | [ 6 ]       |
| 2014 | 12 123      | [ 7 ]       |
| 2015 | 12 159      | [ 8 ] [ 6 ] |
| 2016 | 12 167      | [ 6 ]       |
| 2017 | 12 205      | [ 6 ]       |
| 2020 | 12 298      |             |
| 2022 | 12 369      |             |